# 塭內德勝宮
24°40′19″N 120°51′03″E / 24.671910°N 120.850785°E
塭內德勝宮，是位於臺灣苗栗縣竹南鎮港墘里的三府王爺廟，為當地塭內社區葉姓宗族的信仰中心。

## 沿革
此廟主祀的朱、李、池三府王爺神像為在今竹南鎮港墘里海濱撿拾，同治九年（1870年）於塭仔頭創建，後遷至塭內。塭內聚落又名「葉家庄」，當地葉姓宗族以此廟為信仰中心。
原廟身為土埆小廟，1972年信眾改建為磚造鐵皮格局，1998年開始擴建，擴建耗費上億元，當地葉姓宗族合捐約三分之二，成為鋼筋水泥結構。新增的三樓為三清殿、及聖母殿與玉皇殿。因這些神明位階高於王爺，而故安奉空間視為獨立廟宇。2000年12月24日，道德天尊、元始天尊、靈寶天尊、天上聖母及玉皇大帝這五座神像安座至三樓。這些神像為竹南鎮寶佛軒佛像店的黃文江所雕刻，為福州風格。
擴建後廟方以「一廟二宮三清殿、四海五門六龍對、七推八仙九龍柱、十門全開天地久」稱呼：指德勝宮和三清宮合建成一廟；塭內濱海且有中港溪、射流溝等支流環繞，故稱「四海」；兩座宮都開設五門；兩宮前各豎立六根石雕龍柱；宮內共有十五面寬牆，其中七面推塑神明浮雕、八面彩繪仙人事蹟、九柱貼繪盤柱金龍；兩宮十個門終年開，則象徵永世太平。
2014年初報導時，竹南鎮鴻鈞機電公司董事長葉慶隆四兄弟，以新台幣900萬元買下廟旁約500坪的土地，捐給廟方作公園。今址為竹南鎮港墘里12鄰塭內35-7號。

## 祭祀
以農曆九月十四為朱府王爺千秋，廟方會煮稱為「豬母圓」、其形狀如彈頭的番薯粉製品慶祝，據主任委員葉慶隆是日治時期奉王爺指示煮來分食，以象徵躲過空襲，從此流傳至今，成為塭內社區特有的食物。每逢農曆初一、十五，當地居民會準備牲禮前往祭拜，結束後帶回分享家人，此科儀稱為「犒將」。
與中港慈裕宮祭江洗港有關的歷史是1943年2月19日，中港溪塭仔頭對面漂來一隻大鯨魚，民眾搶搭渡船爭睹鯨魚，但一艘船沈沒造成卅二人溺斃。塭內的葉建隆說當時德勝宮朱李池三王爺降駕警告塭內、海口居民，遂這些人未搭上舢舨倖免於難。
2014年12月24日建醮時，為竹南在地供奉王爺廟宇中，首次打造如此大型的道教主壇。